# Feria del Sol (Mérida)
A Feria del Sol, também conhecida sob o nome de Carnaval Taurino de America, é um festival cultural a vocação internacional quem se desenvolve na cidade de Mérida ao Venezuela.

## Apresentação

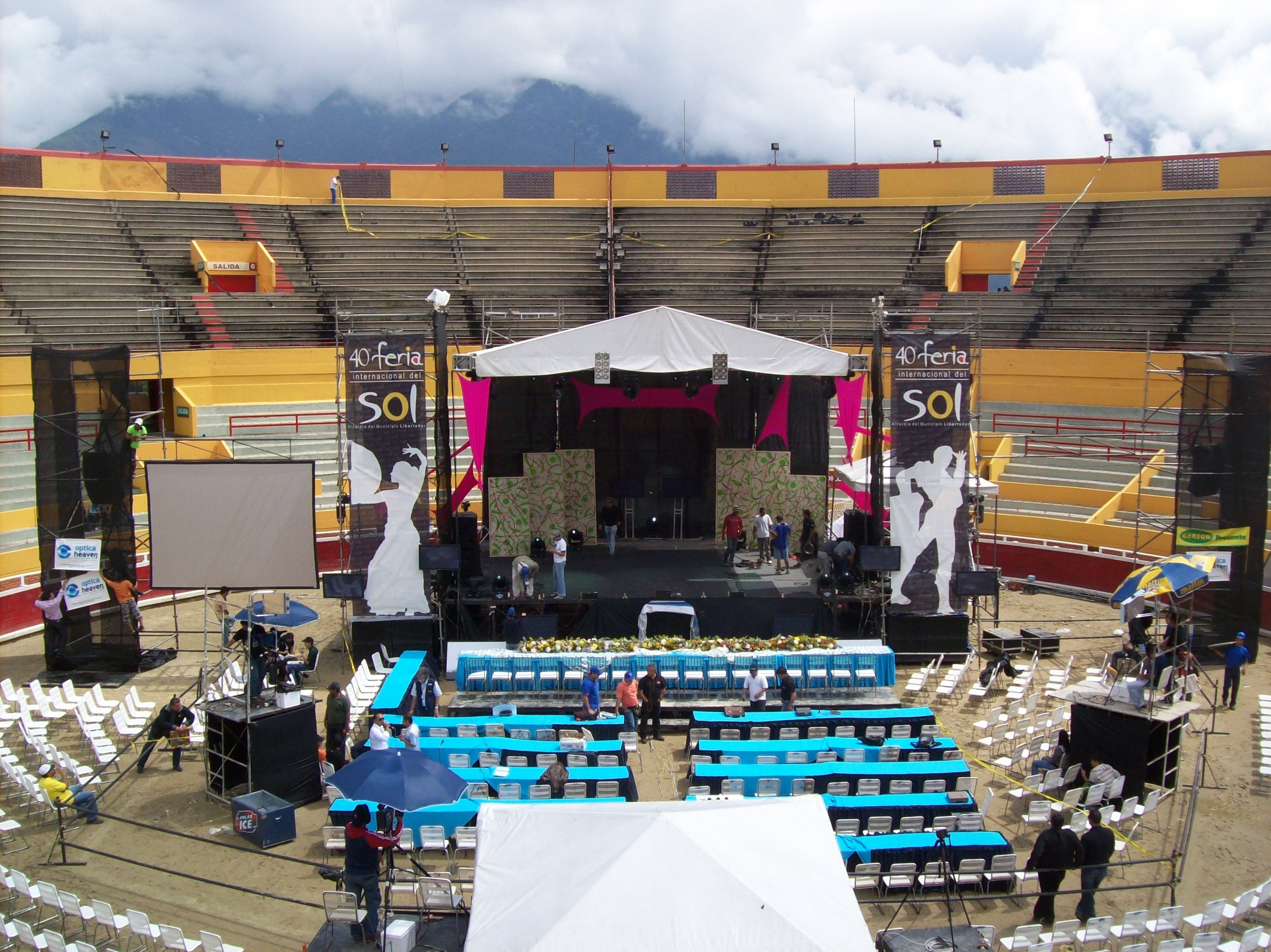
O Circo Monumental de Mérida durante a preparação da eleição da Reina del Sol

A Feria tem lugar durante o mês de fevereiro, ao mesmo tempo que o carnaval. O programa prevê carreiras de touros, das exposições culturais, comerciais e de animais, dos concertos, desfiladas, actividades desportivas e a eleição da rainha da feira (a Reina del Sol).

## História
Mérida é uma das cidades mais antigas do Venezuela. A Cidade dos Cavaleiros como se a truca não celebrava feira, à diferença das cidades de San Cristóbal, Barquisimeto, Maracaibo ou Táriba. Por esta razão, um grupo de simpatizantes teve a ideia de construir uma areia com a finalidade que Mérida possa ter um calendário taurin. A cidade encontrou assim o seu lugar entre as feiras mais importantes do país. Era inicialmente previsto que as feiras tivessem lugar nos primeiros dias de dezembro, para acompanhar as celebrações do dia da Imaculada Conceição.

## Primeira edição

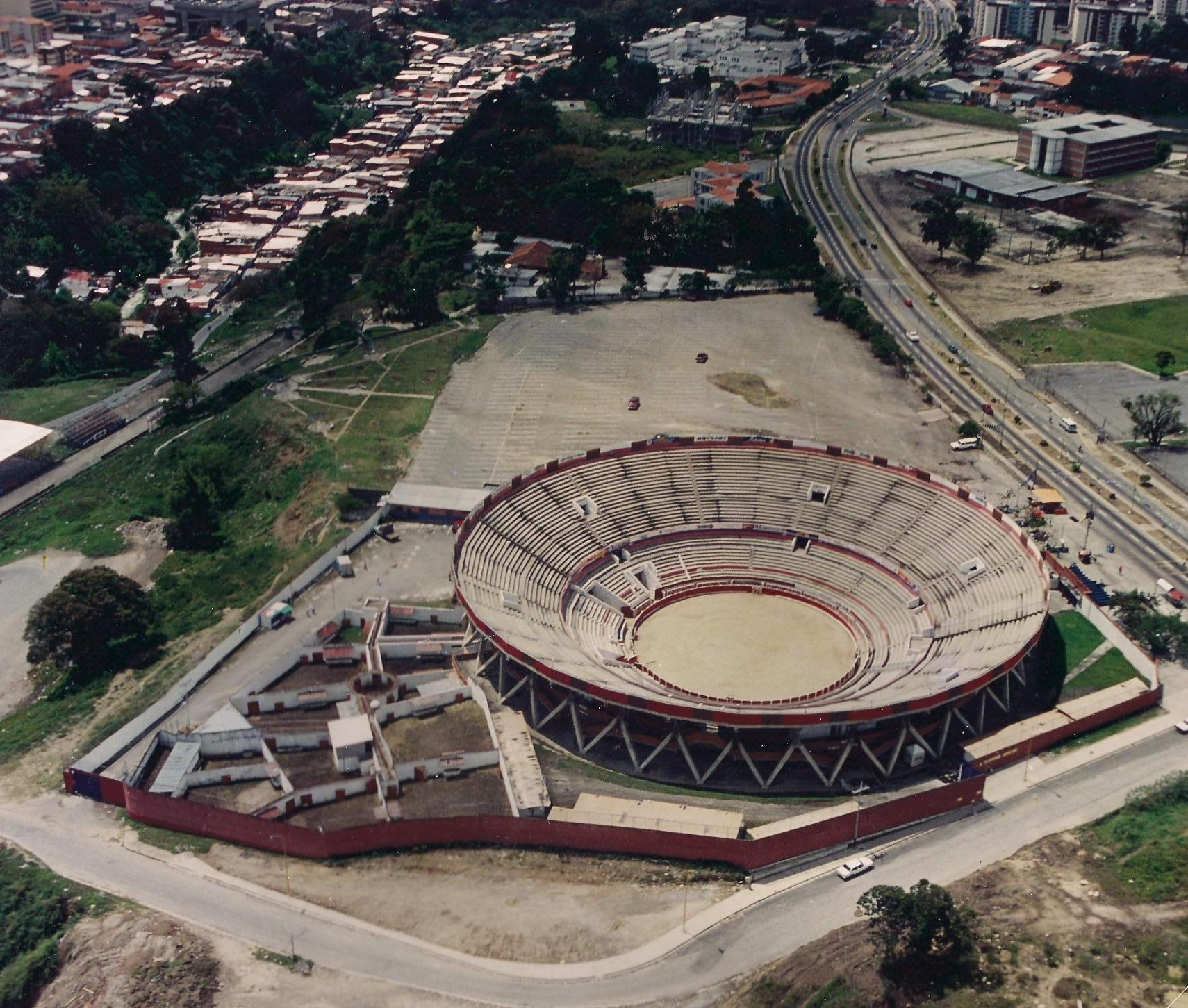
Panoramica da Plaza de Toros Román Eduardo Sandia, Mérida

A primeira edição tinha de ter-se as 9 e 10 de dezembro. Se embaucha pelos corridas os matadors César Faraco, Manuel Benítez « El Cordobés », Paquirri, Julio Aparicio, Curro Girón, Paco Camino e o lidiator mexicano Juan Cañedo. estes últimos combateram touros de Felix Rodríguez, « Achury Viejo » e « Ambaló », provindo todos de Colômbia. No momento da primeira corrida, uma forte chuva battent impediu a inauguração ; dois corridas tivessem tido o endemà, l’uma a manhã e o outro na tarde. Isto era a primeira fés ao Venezuela que dois corridas tinham organizado num mesmo lugar e na mesma jornada.

## Edições seguintes
No ano 1968, se não celebrou passo a feira, mas uma corrida teve organizado o 13 de abril de 1968, dia de Sábado Santo. Os touros de « Dosgutiérrez » tiveram combatido por Alfredo Leal, Curro Girón e Pepe Càceres. Então, em razão das chuvas, teve decidido de celebrar as feiras de maneira a este que coincidem com o carnaval, sob o nome de « Feria del Sol ». no ano 1969, se celebrou a primeira feira com três corridas de touros os 15, 16 e 17 de fevereiro. O primeiro cartel foi composto touros de « Valparaíso » por Alfredo Leal, Daniel « Matatoba » Santiago, Manuel Benítez « el Cordobés » e o Venezuelano Lucio Requena. A primeira orelha da feria teve atribuído a Alfredo Leal. A marchar desta edição, a feira aconteceu progressivamente uma do mais importantes do Venezuela e do mundo taurin. A feira preexistente da Imaculada foi ainda celebrada em várias ocasiões, no ano 1990, 1991 e 1997, mas com um público bem menor.

## Eleção da reinha ou novia da feria

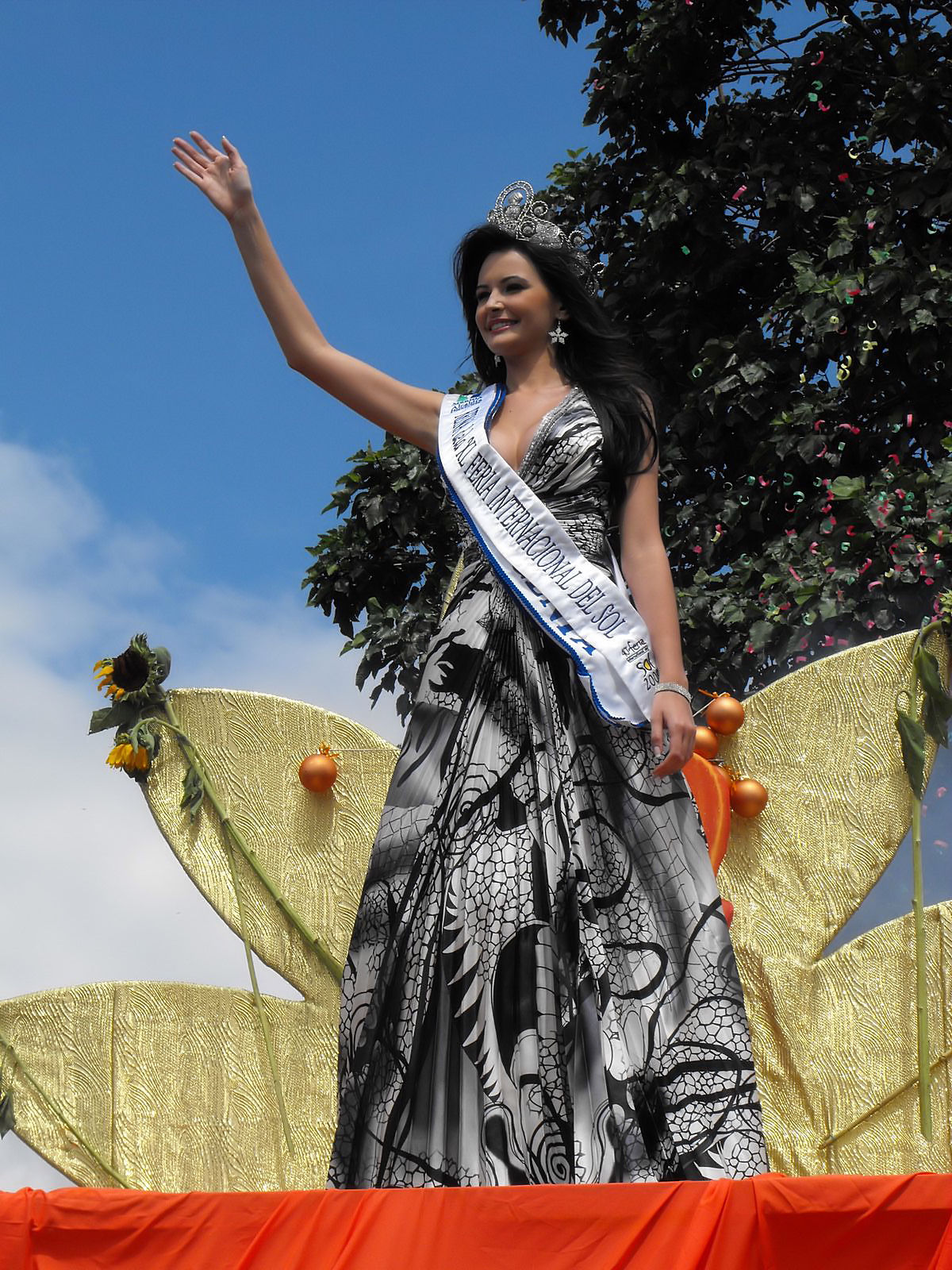
A Reinha (ou Novia) do Sol destas festas taurinas na Venezuela.

Durante as festividades da Feria del Sol, mostra-se a presença da reinha das festas que fue elegida os días anteriores à celebração por um certamen popular onde outras participantes belas procuram o gane e simpatía para adquirir a coroa e ser madrina deste importante evento do estado de Mérida.